# أمون أم نسو
نفر كا رع أمن إم نسو هو ملك مصري قديم، وثاني ملوك الأسرة الواحدة والعشرين.

## فترة حكمه
تأكد وجود أمن إم نسو في عام 1940 عندما تم اكتشاف المقبرة في تانيس لخليفته بسوسنيس الأول من قبل بيير مونتيه: وجدت أغطية قوس ذهبية محفور عليها اسمه الملكي، نفر كا رع، واسم خليفته بسوسنيس الأول داخل المقبرة. وسابقًا، كان هناك شك في وجوده لأنه لم يتم اكتشاف أي قطع أثرية تسميه. ومع ذلك، تم الاحتفاظ بذكر حكمه القصير كثاني ملوك الأسرة الواحدة والعشرين في مختصر مانيثو باسم ملك نيفيرشيريس الذي يعتبره قد حكم لمدة أربع سنوات.

### عفو عن الثوار
في حين أن فترة حكمه غامضة بشكل عام، فقد عرف أن كبير كهنة آمون في طيبة، من خبر رع، عفا عن عدة قادة لثورة ضد سلطة رئيس الكهنة خلال فترة حكم أمن إم نسو. كانت هذه الثورة قد نفى قادتها سابقًا إلى الواحات الغربية في مصر في العام 25 من حكم سمندس. وتم التقرير عن هذه الأحداث على الأثر المعروف ب"لوحة النفي" (المعروض في متحف اللوفر رقم C.256)، والذي ربما تم صنعه خلال فترة حكم أمن إم نسو.